# Meteorus crassicornis
Meteorus crassicornis är en stekelart som beskrevs av Charles Thomas Brues 1933. Meteorus crassicornis ingår i släktet Meteorus och familjen bracksteklar. Inga underarter finns listade i Catalogue of Life.